# Somogysárd, Somogy
Somogysárd  este un sat în districtul Kaposvár, județul Somogy, Ungaria, având o populație de 1.303 locuitori (2011). 

## Demografie
Componența etnică a satului Somogysárd
     Maghiari (92,55%)
     Romi (6,9%)
     Germani (0,56%)
Componența confesională a satului Somogysárd
     Romano-catolici (65,54%)
     Fără religie (16,58%)
     Reformați (2,07%)
     Necunoscută (15,04%)
     Alte religii (1,3%)
Conform recensământului din 2011, satul Somogysárd avea 1.303 locuitori. Din punct de vedere etnic, majoritatea locuitorilor (92,55%) erau maghiari, cu o minoritate de romi (6,9%).  Din punct de vedere confesional, majoritatea locuitorilor (65,54%) erau romano-catolici, existând și minorități de persoane fără religie (16,58%) și reformați (2,07%). Pentru 15,04% din locuitori nu este cunoscută apartenența confesională.